# Artěl

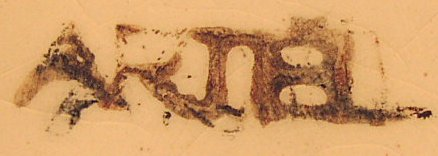
Markenstempel auf einer Keramikdose von Pavel Janák (um 1920)

Artěl ([arˈtjɛl]) war eine 1908 in Prag gegründete Künstlergenossenschaft tschechischer Avantgardekünstler, die bis 1935 bestand. Sie war stark dem Kubismus verpflichtet und trat für eine moderne Ästhetik auf dem Gebiet der angewandten Kunst ein.

## Geschichte
Der Name kommt aus dem Russischen und bezeichnete dort zur Jahrhundertwende überwiegend genossenschaftsähnliche Vereinigungen bäuerlicher Wanderarbeiter (siehe Artel). Der Initiator der Künstlergenossenschaft Artěl, der Bankkaufmann und Kunstliebhaber Alois Dyk, schlug ihn in Anlehnung an Tolstois Roman Anna Karenina vor, wo er „eine mündlich vereinbarte Gemeinschaft von Personen, die zusammen arbeiten und am Erwerb den gleichen Anteil haben“, bezeichne.
Den heute sicher bekanntesten Schwerpunkt der Arbeiten der Künstlergenossenschaft Artěl bildete die Keramik. Ihre sehr starkfarbigen und geometrisch akzentuierten Formen orientierten sich am nächsten an der kubistischen Kunstrichtung. Daneben gestalteten die Künstler von Artěl  aber auch viele originelle und teilweise sehr skurrile Spielsachen, Möbel und Gebrauchsgegenstände.
Hatten die begründenden Künstler und Theoretiker – Jaroslav Benda, Vratislav Hugo Brunner, Jan Konůpek, Pavel Janák, Helena Johnová, Marie Teinitzerová und Otakar Vondráček V.V. Šteck – zu Beginn auch die Einrichtung gemeinsamer Produktionsstätten im Sinn, orientiert etwa am Beispiel der Wiener Werkstätten, konnten diese Pläne aus Mangel an Finanzmitteln nicht realisiert werden. Stattdessen konzentrierte man sich auf das persönliche Entwerfen und den gemeinsamen Vertrieb der Produkte, die als Auftragsarbeiten unter der Marke Artěl in verschiedenen externen Werkstätten in Kleinserien angefertigt wurden.
Anfänglich richteten sich die Bestrebungen vorrangig auf einzelne Dinge des alltäglichen Gebrauchs, zumeist kleine Objekte aus den klassischen Materialien der angewandten Kunst – Holz, Keramik, Glas, Metall und anderes. Im Laufe der Jahre kamen auch Aufträge für Gesamteinrichtungen privater Haushalte oder kommerzieller Ladengeschäfte hinzu. Dabei ist in den Jahren vor dem Ersten Weltkrieg, eingebracht durch die Architekten und Kunsttheoretiker Pavel Janák und Vlastislav Hofman, der Einfluss der tschechischen Spielart des Kubismus in Formen und Farben zu bemerken, ganz besonders deutlich in den keramischen Erzeugnissen von Artěl.
Das Erbe des Kubismus, der in der Tschechoslowakei eine starke stilistische Kraft bildete, blieb auch in der Zeit nach dem Ersten Weltkrieg verpflichtend – vor allem in der Dominanz geometrischer Muster und den charakteristischen kantigen Formen.
In ihrer wechselvollen Geschichte, geprägt von wirtschaftlichem Auf und Ab, ist die Künstlergenossenschaft Artěl dem ursprünglichen Anspruch bis zum Ende treu geblieben, eine moderne Ästhetik auf dem Gebiet der Angewandten Kunst zu etablieren und damit einen kultivierten Lebensstil für die Allgemeinheit durchzusetzen. Gerade im internationalen Vergleich gebührt daher Artěl, neben den ungleich bekannter gewordenen Kunst- und Design-Schulen der Wiener Werkstätte oder dem Bauhaus, ein bedeutender Platz in der Kunst- und Designentwicklung Europas.

## Beispiele aus der Produktpalette von Artěl

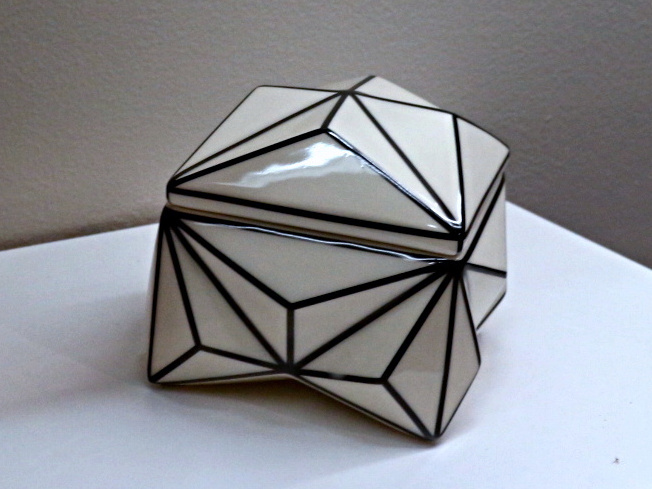
Dose in Form eines Kristalls. Pavel Janák, 1911
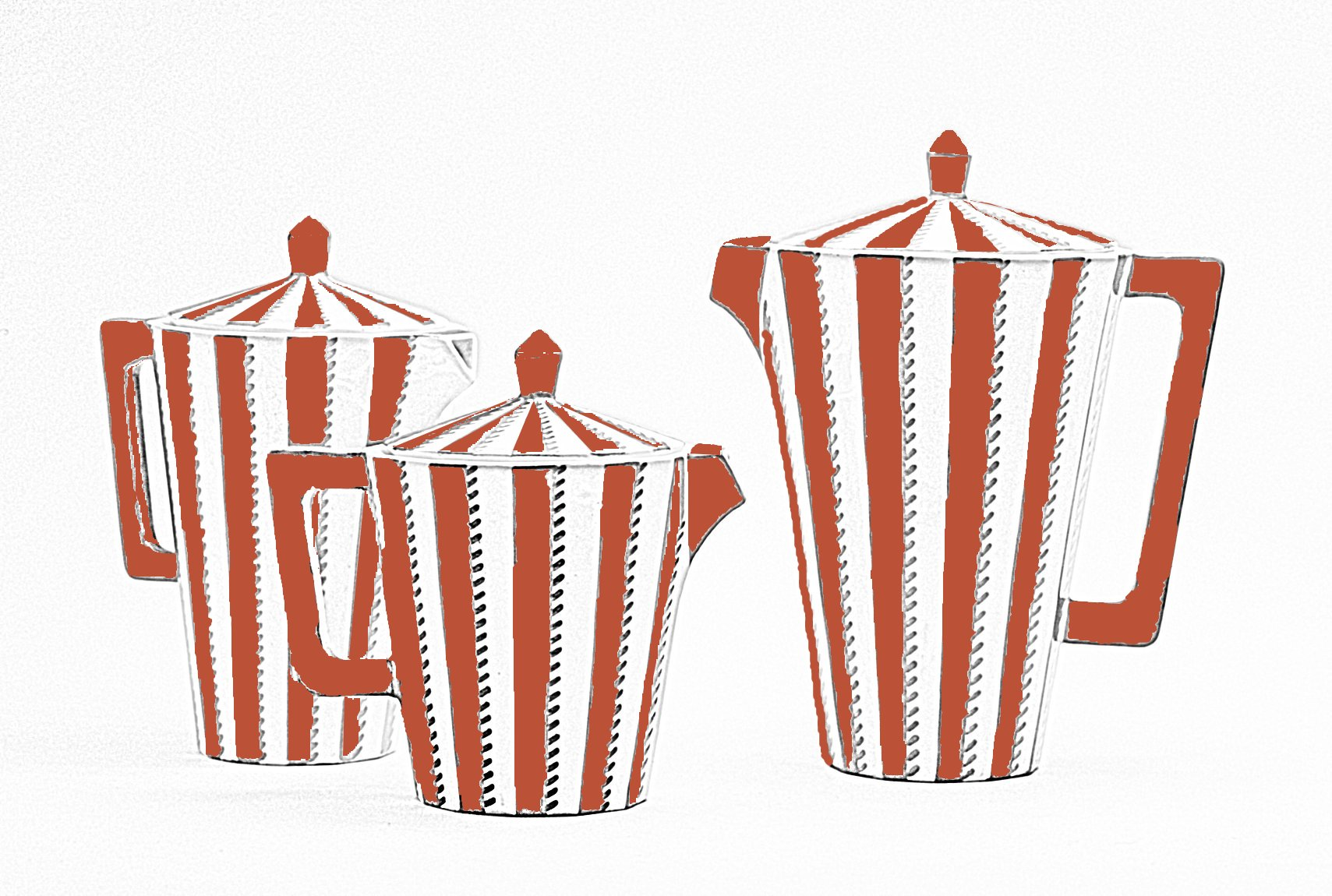
Kaffeeservice mit flachen Henkeln in verschiedenen Dekoren. Pavel Janák, 1912–1919
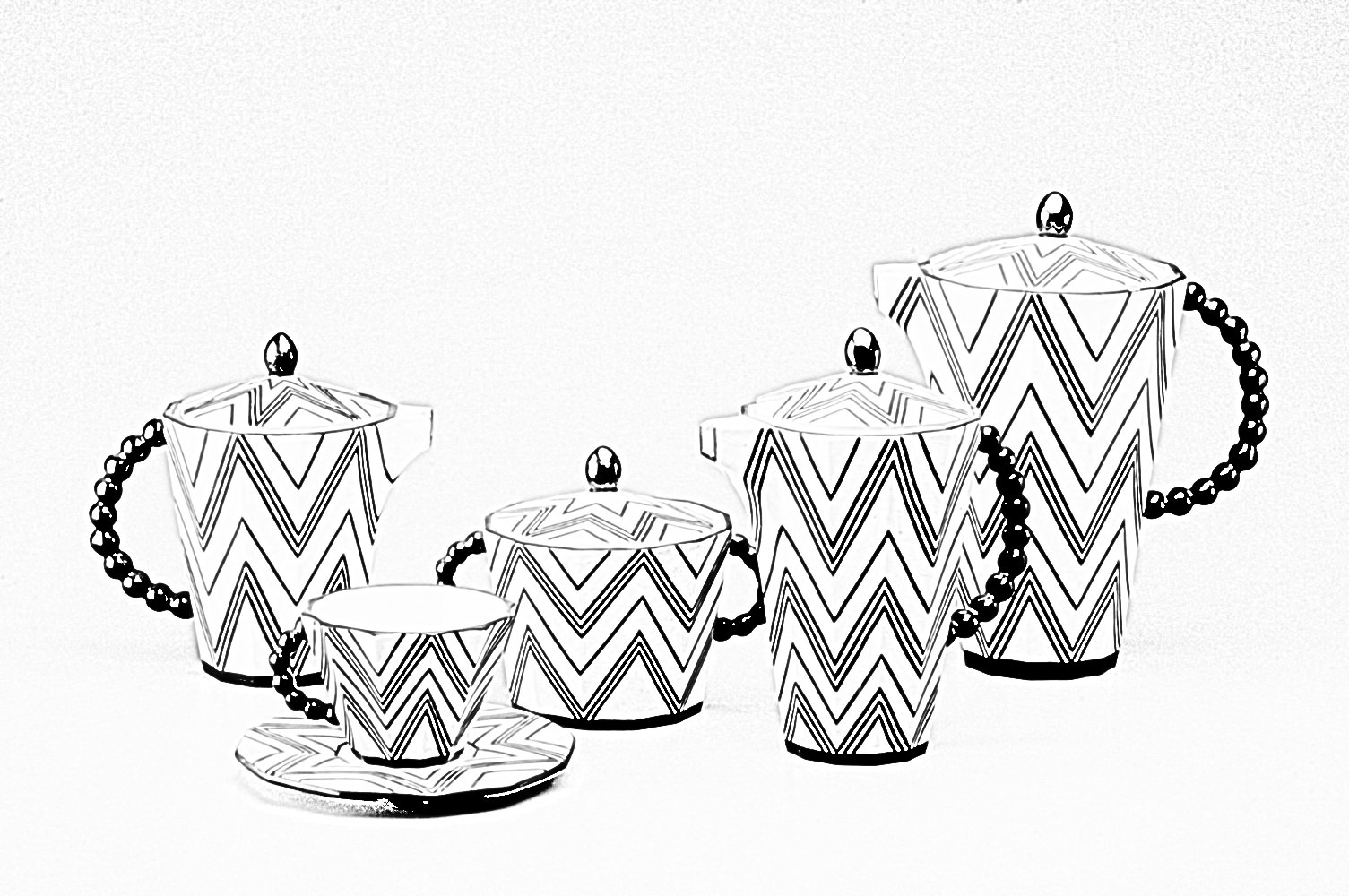
Kaffeeservice mit Kugelhenkeln. Pavel Janák, 1911
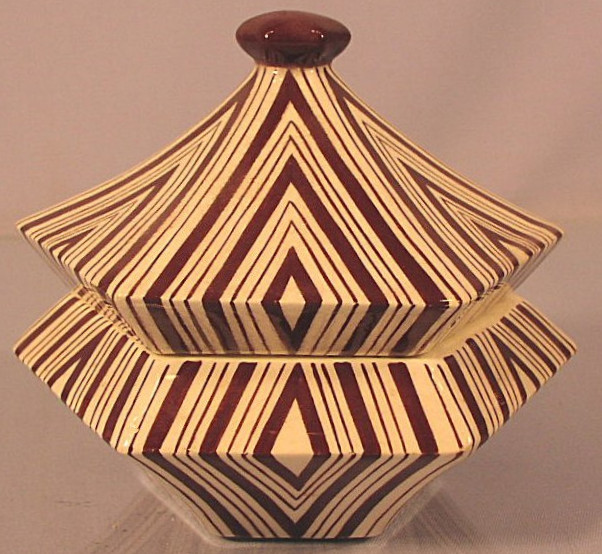
Keramikdose. Pavel Janák, um 1920
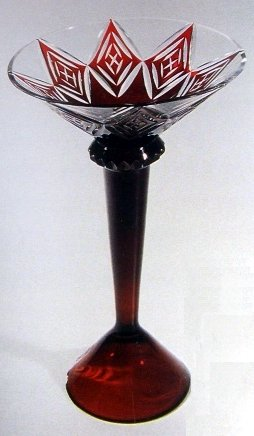
Sektglas. Josef Rosipal, 1914
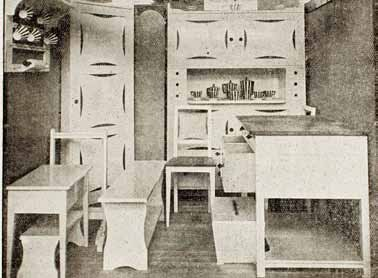
Küche. Rudolf Stockar, Ausstellung von Artěl auf der II. Prager Mustermesse, 1921

## Ausstellung
- 2011: Artěl 1908-1935. Tschechischer Kubismus im Alltag, Grassimuseum für angewandte Kunst, Leipzig